# Nguyệt thực tháng 5, 2022

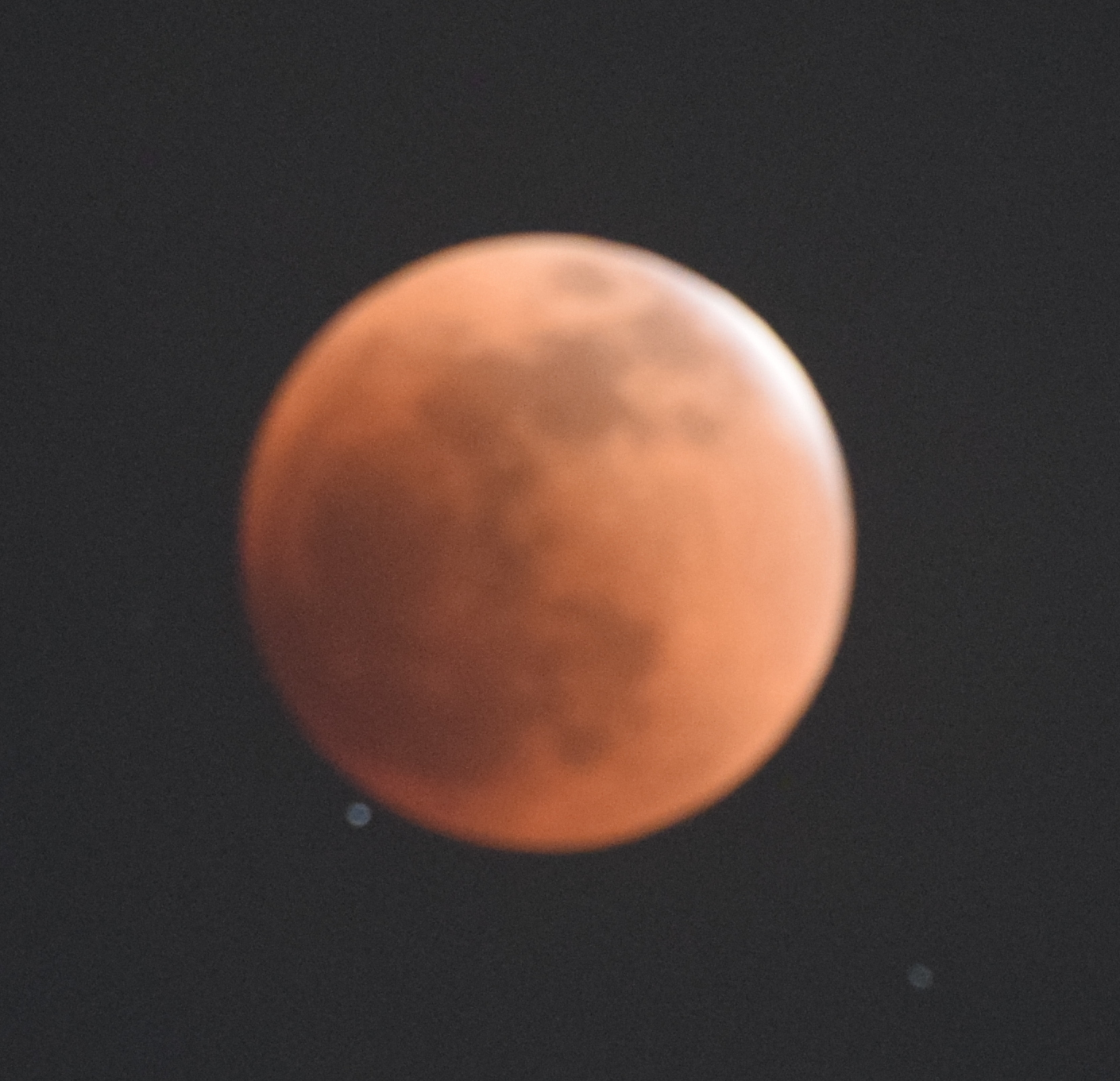
Nguyệt thực toàn phần tại Madrid, Tây Ban Nha, 3:31 UTC

Nguyệt thực toàn phần sẽ diễn ra vào ngày 16 tháng 5 năm 2022, lần đầu tiên trong tổng số hai hiện tượng nguyệt thực trong năm 2022, và lần thứ hai sẽ xảy ra vào ngày 08 tháng 11.
Nguyệt thực sẽ là một nguyệt thực tối với đỉnh phía bắc của Mặt Trăng đi qua tâm của bóng Trái Đất. Đây là nhật thực trung tâm đầu tiên của Saros 131.

## Vị trí
Nó sẽ hoàn toàn có thể nhìn thấy trên hầu hết Bắc và Nam Mỹ, được nhìn thấy tăng lên trên Tây Bắc Bắc Mỹ và Thái Bình Dương, và bao phủ khắp châu Phi và châu Âu. Ở Việt Nam không thể quan sát nguyệt thực vì không kịp, nguyệt thực kết thúc là Thái Bình Dương.
|  |  |

## Các liên quan nguyệt thực, nhật thực

### Các lần nguyệt thực, nhật thực khác vào năm 2022
- 30 tháng 4, nhật thực một phần.
- 16 tháng 5, nguyệt thực toàn phần.
- 25 tháng 10, nhật thực một phần.
- 8 tháng 11, nguyệt thực toàn phần.

### Các nguyệt thực khác trong năm
| Các nguyệt thực diễn ra từ năm 2020–2023 | Các nguyệt thực diễn ra từ năm 2020–2023 | Các nguyệt thực diễn ra từ năm 2020–2023 | Các nguyệt thực diễn ra từ năm 2020–2023 | Các nguyệt thực diễn ra từ năm 2020–2023 | Các nguyệt thực diễn ra từ năm 2020–2023 | Các nguyệt thực diễn ra từ năm 2020–2023 | Các nguyệt thực diễn ra từ năm 2020–2023 | Các nguyệt thực diễn ra từ năm 2020–2023 |
| ---------------------------------------- | ---------------------------------------- | ---------------------------------------- | ---------------------------------------- | ---------------------------------------- | ---------------------------------------- | ---------------------------------------- | ---------------------------------------- | ---------------------------------------- |
| Nút giảm dần                             | Nút giảm dần                             | Nút giảm dần                             | Nút giảm dần                             |                                          | Nút tăng dần                             | Nút tăng dần                             | Nút tăng dần                             | Nút tăng dần                             |
| Saros                                    | Ngày                                     | Quan sát nguyệt thực                     | Gamma                                    | Saros                                    | Ngày                                     | Quan sát nguyệt thực                     | Gamma                                    |                                          |
| 111                                      | 5 tháng 6, 2020                          | Nửa tối                                  | 1.24063                                  | 116                                      | 30 tháng 11, 2020                        | Nửa tối                                  | -1.13094                                 |                                          |
| 121                                      | 26 tháng 5, 2021                         | Toàn phần                                | 0.47741                                  | 126                                      | 19 tháng 11, 2021                        | Một phần                                 | -0.45525                                 |                                          |
| 131                                      | 16 tháng 5, 2022                         | Toàn phần                                | -0.25324                                 | 136                                      | 08 tháng 11, 2022                        | Toàn phần                                | 0.25703                                  |                                          |
| 141                                      | 05 tháng 5, 2023                         | Nửa tối                                  | -1.03495                                 | 146                                      | 28 tháng 10, 2023                        | Một phần                                 | 0.94716                                  |                                          |
|                                          |                                          |                                          |                                          |                                          |                                          |                                          |                                          |                                          |
| Lần trước                                | 05 tháng 6, 2020                         | 05 tháng 6, 2020                         | 05 tháng 6, 2020                         | Lần trước                                | 10 tháng 1, 2020                         | 10 tháng 1, 2020                         | 10 tháng 1, 2020                         |                                          |
|                                          |                                          |                                          |                                          |                                          |                                          |                                          |                                          |                                          |
| Kế tiếp                                  | 25 tháng 3, 2024                         | 25 tháng 3, 2024                         | 25 tháng 3, 2024                         | Kế tiếp                                  | 18 tháng 9, 2024                         | 18 tháng 9, 2024                         | 18 tháng 9, 2024                         |                                          |

### Chu kỳ Half-Saros
Trước nhật thực và tiếp sau nhật thực là 9 năm 5,5 ngày (một nửa Saros). Lần nguyệt thực này có liên quan đến hai lần nhật thực hình khuyên của Chu kỳ Saros 138.
| 10 Tháng 5, 2013 | 21 Tháng 5, 2031 |
| ---------------- | ---------------- |
|                  |                  |